# Адунациј Тејулуј (Мехединци)
Адунациј Тејулуј (рум. Adunații Teiului) насеље је у Румунији у округу Мехединци у општини Тамна. Oпштина се налази на надморској висини од 289 m.

## Становништво
Према подацима из 2002. године у насељу је живело 150 становника, од којих су сви румунске националности.